# Oto Vrhovnik
Oto Vrhovnik, slovenski saksofonist in pedagog, * 10. september 1950, Otiški Vrh pri Dravogradu.

## Življenje in delo
Oto Vrhovnik se je glasbeno šolal najprej v Mariboru na Srednji glasbeni in baletni šoli in nato v Gradcu, kjer je diplomiral iz saksofona.
Študij je nadaljeval na Ecole normale de Musique v Parizu in Visoki šoli za glasbo v Gradcu.
Imel je že veliko solističnih koncertov po Evropi in ZDA, snemal za različne medijske hiše in izdal več plošč.
Ustanovil in vodil je Kvartet saksofonov in Orkester saksofonov dunajske Univerze za glasbo ter lastni kvartet saksofonov Saxovhonik Quartett.
Od leta 1983 je gostujoči saksofonist pri Dunajskih filharmonikih in Dunajski državni operi, s svojim Saxovhonik kvartetom pa je leta 1995 gostoval tudi pri Berlinskih filharmonikih.
S poučevanjem je pričel leta 1979 v Gradcu, bil gostujoči profesor na Visoki šoli za glasbo na Dunaju in sodeloval na veliko seminarjih in poletnih šolah saksofona (v Velenju in Novi Gorici).
Od leta 2000 je redni profesor na dunajski Univerzi za glasbo.

## Diskografija
- Pihalni orkester železarjev Ravne – Praznični zvoki: 85 let Pihalnega orkestra ravenskih železarjev, dirigent Lojze Lipovnik (COBISS) (kaseta, 1987)
- Oto Vrhovnik, Jeanine Kies – Saxophone Recital: Works for Saxophone & Piano (COBISS) (COBISS) (CD in MP3, Antes, 1992, 1993, 2007, 2008, 2009)
- Austria Saxophon Orchester – Saxophone Music, dirigent Oto Vrhovnik (COBISS) (COBISS) (kaseta, CD in MP3, Bella Musica, 1992, 1994, 1999, 2009)
- Saxovhonik Quartett – Transpirationen (DISCOGS) (CD, GPE, 1993)
- Saksofonski orkester poletne šole »Velenje '96«, Saksofonski kvartet srednje glasbene šole Velenje, Saksofonski kvartet »Danubia« Dunaj – Slovenska glasba za saksofone, dirigent Oto Vrhovnik (COBISS) (CD, RTV Slovenija, 1997)
- Koroški jeklarji – Z vami smo 30 let (COBISS) (COBISS) (kaseta in CD, Melopoja, 1998, 1999)
- Polka punce – Ata, mama, dajta gnar (COBISS) (CD, Zlati zvoki, 2003)
- Daniel Popović – Nekoč in danes (COBISS) (CD, Melopoja, 2003)
- Mešani pevski zbor Markovič Kristl »Mato« Črna na Koroškem – Užgimo pesem, da kot kres se v vetru pomnoži, zborovodja Tone Ivartnik (COBISS) (CD, Melopoja, 2006)
- Ansambel Mladi upi – V disko moram it'  (COBISS) (CD, Zlati zvoki, 2007)
- Gregor Stermecki – Brodolomec (COBISS) (CD, Pivec, 2016)
- Ivo Mojzer – Ti si rekla sonce (COBISS) (plošča, Helidon, 2020)